# Stylopodium (plant)
Het stylopodium is het schijfvormig of conisch nectarkussentje aan de voet van de stijlen bij soorten van de schermbloemfamilie.

## Woordherkomst
Het woord stylopodium werd geïntroduceerd door de Duitse botanicus Georg Franz Hoffmann, die als vertaling het Duitse begrip "Griffelfuss" gaf. Het eerste deel is afgeleid van "stylus", het in het botanisch Latijn gebruikte woord voor "stijl" en het tweede deel van het Oudgrieks πούς, "voet" of van zijn verkleiningsvorm πόδιον, dat in het Oudgrieks werd gebruikt om de voet van een vaas mee aan te duiden.

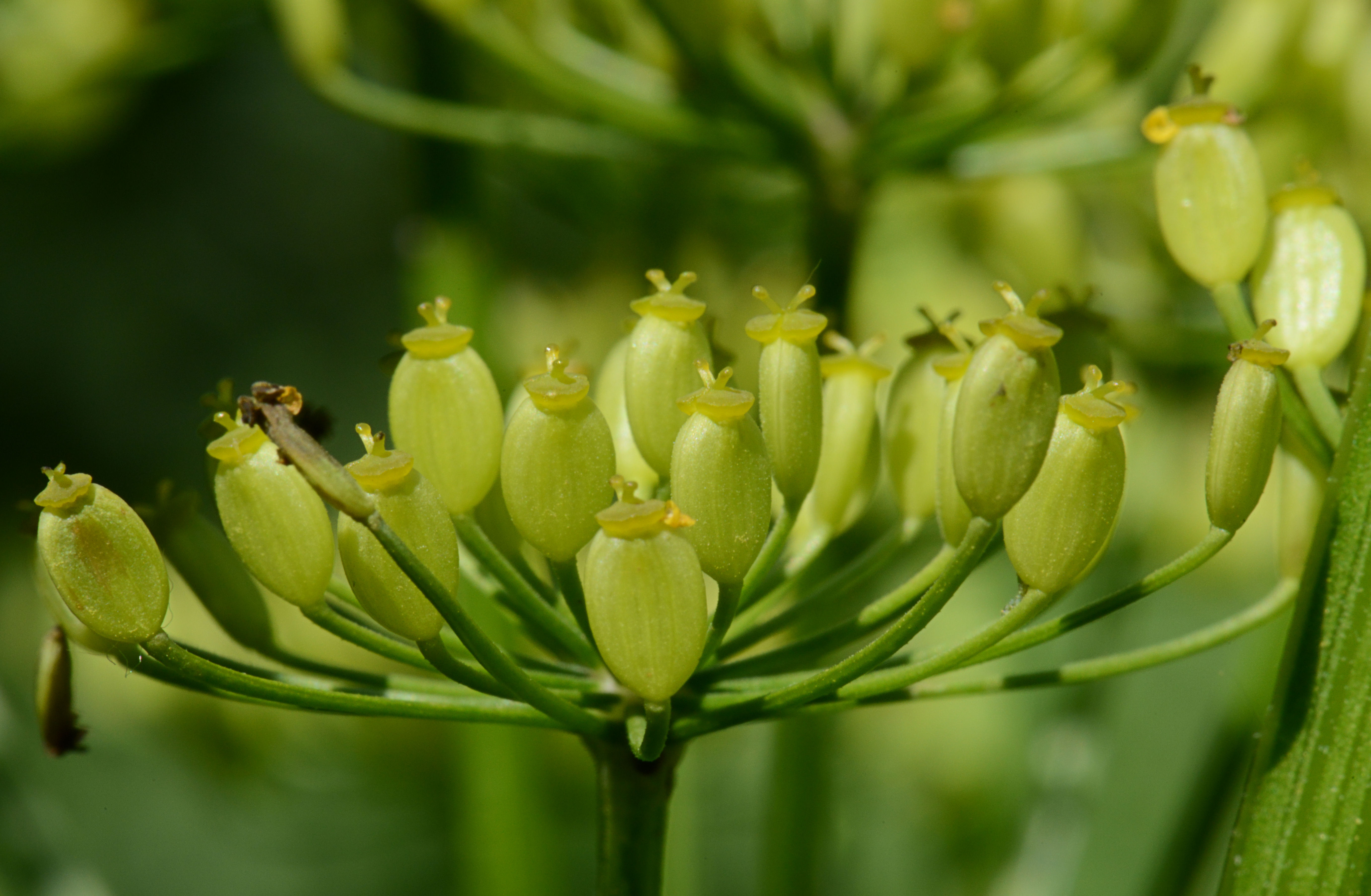
Stylopodia van pastinaak
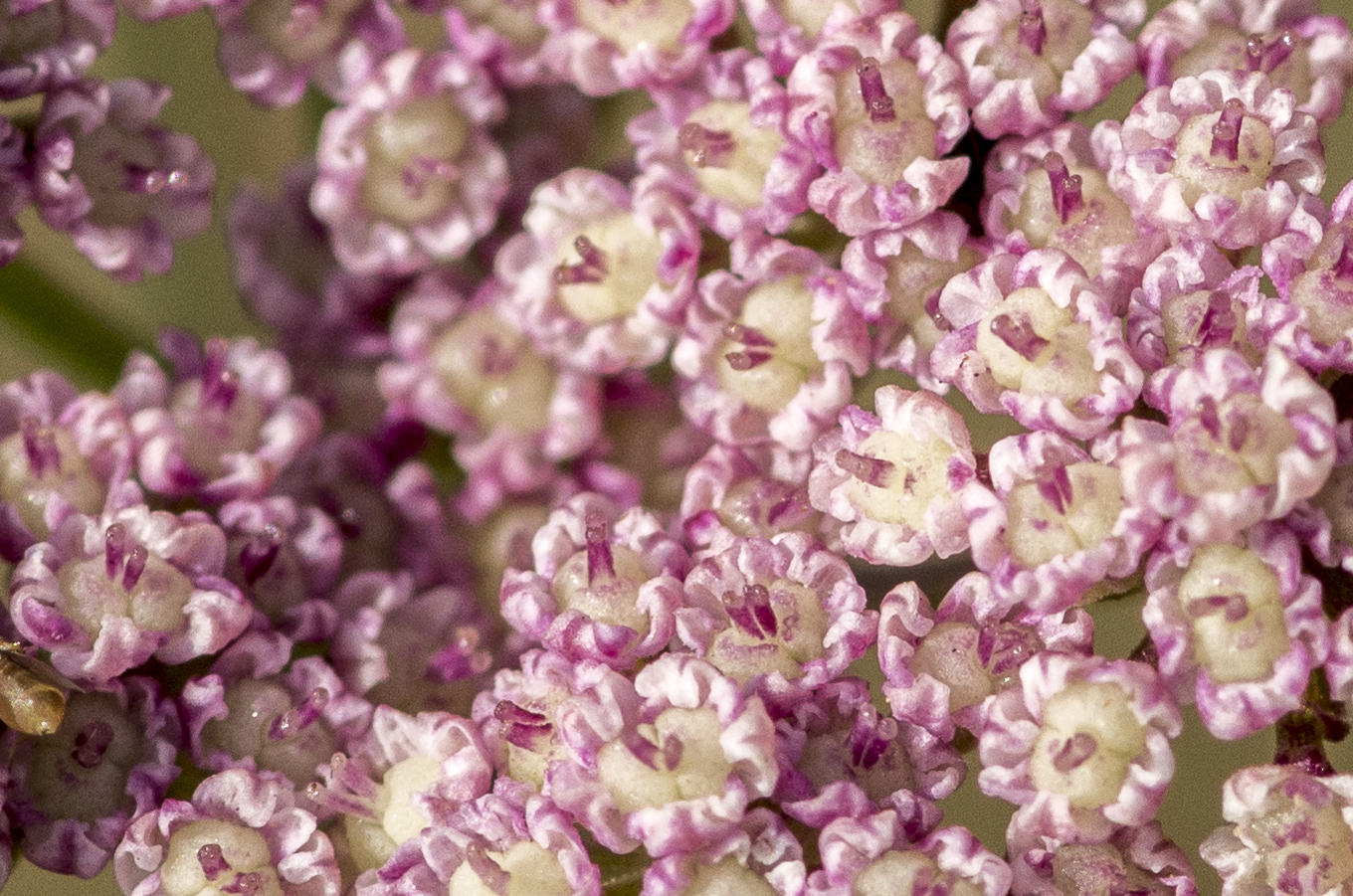
Stylopodia van bergseselie
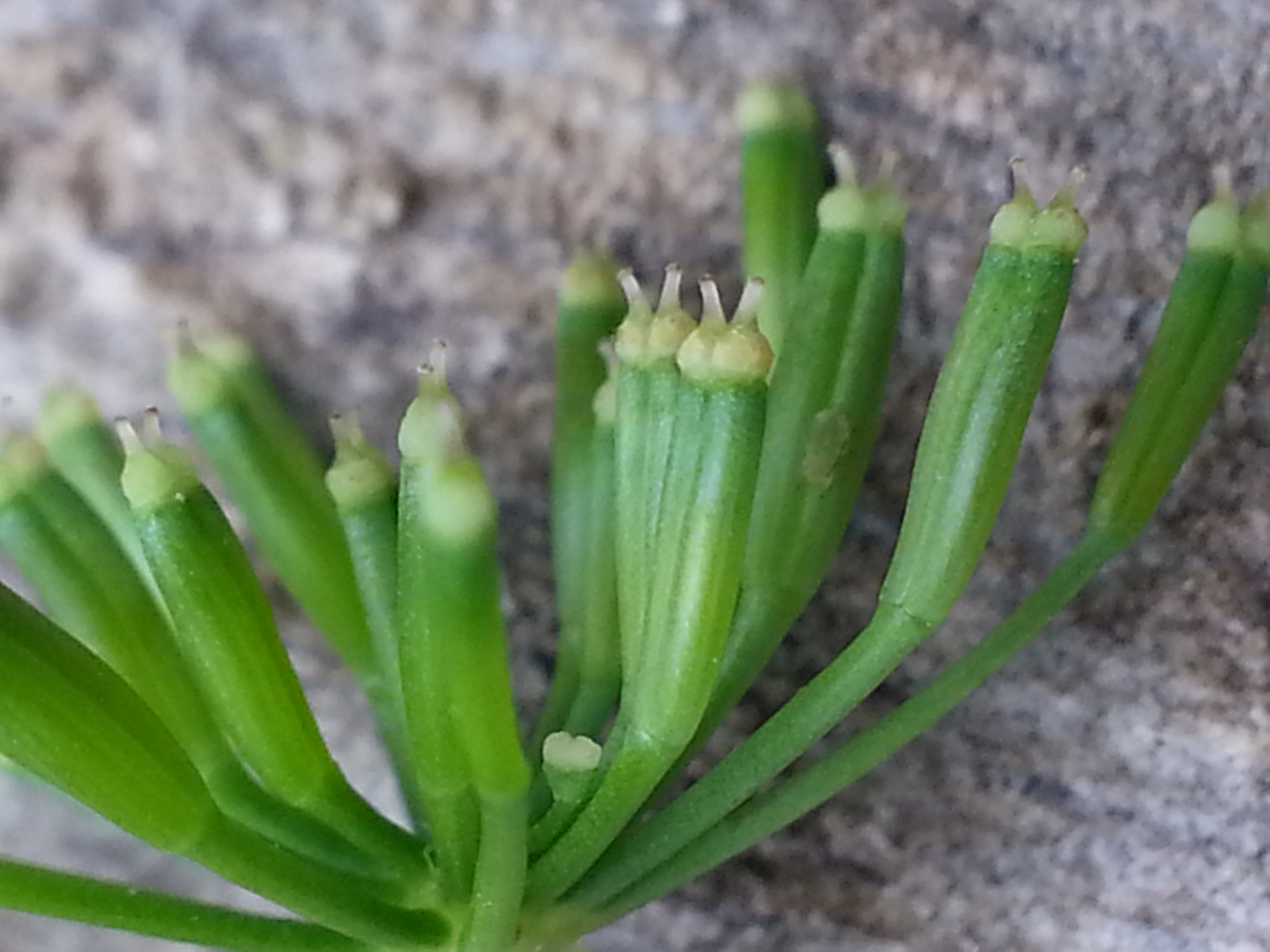
Stylopodia van dolle kervel